# Fontaine du Pilori de La Rochelle
La fontaine du Pilori est une fontaine de la ville de La Rochelle, qui est inscrite monument historique.

## Présentation
Elle est située sur une placette à l'angle des rues du Minage et du Cordouan.
À l'origine, la fontaine s'appelait « Fontaine du Puits Lori » et était au fond d'une énorme excavation circulaire de six mètres (20 pieds) de diamètre, dans laquelle il fallait descendre par l'un des deux escaliers en forme de fer à cheval, d'accès difficile et dangereux, notamment en hiver.
En 1711 la fosse est comblée, et en 1722, la fontaine ramenée au niveau du sol, est de nouveau opérationnelle. Un mascaron y délivre l'eau.
Elle a été inscrite au titre des monuments historiques par un arrêté du 17 mars 1925,.